# Observatorio McDonald

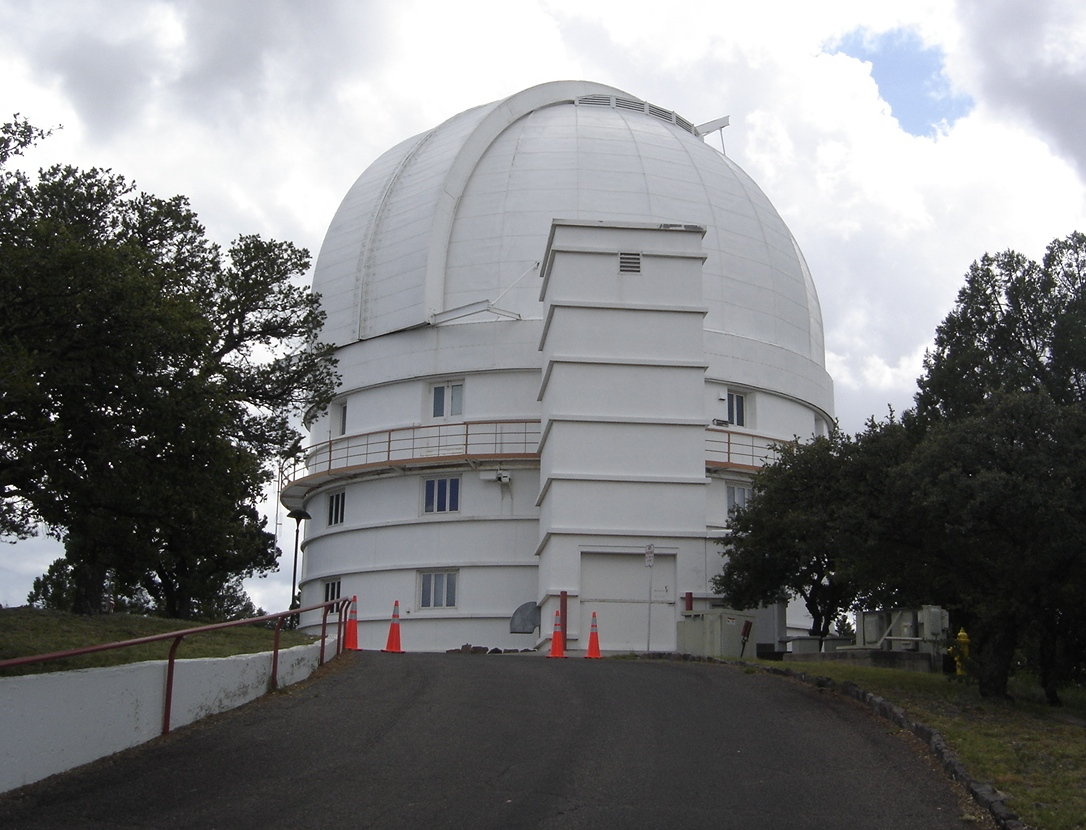
Cúpula del telescopio Otto Struve

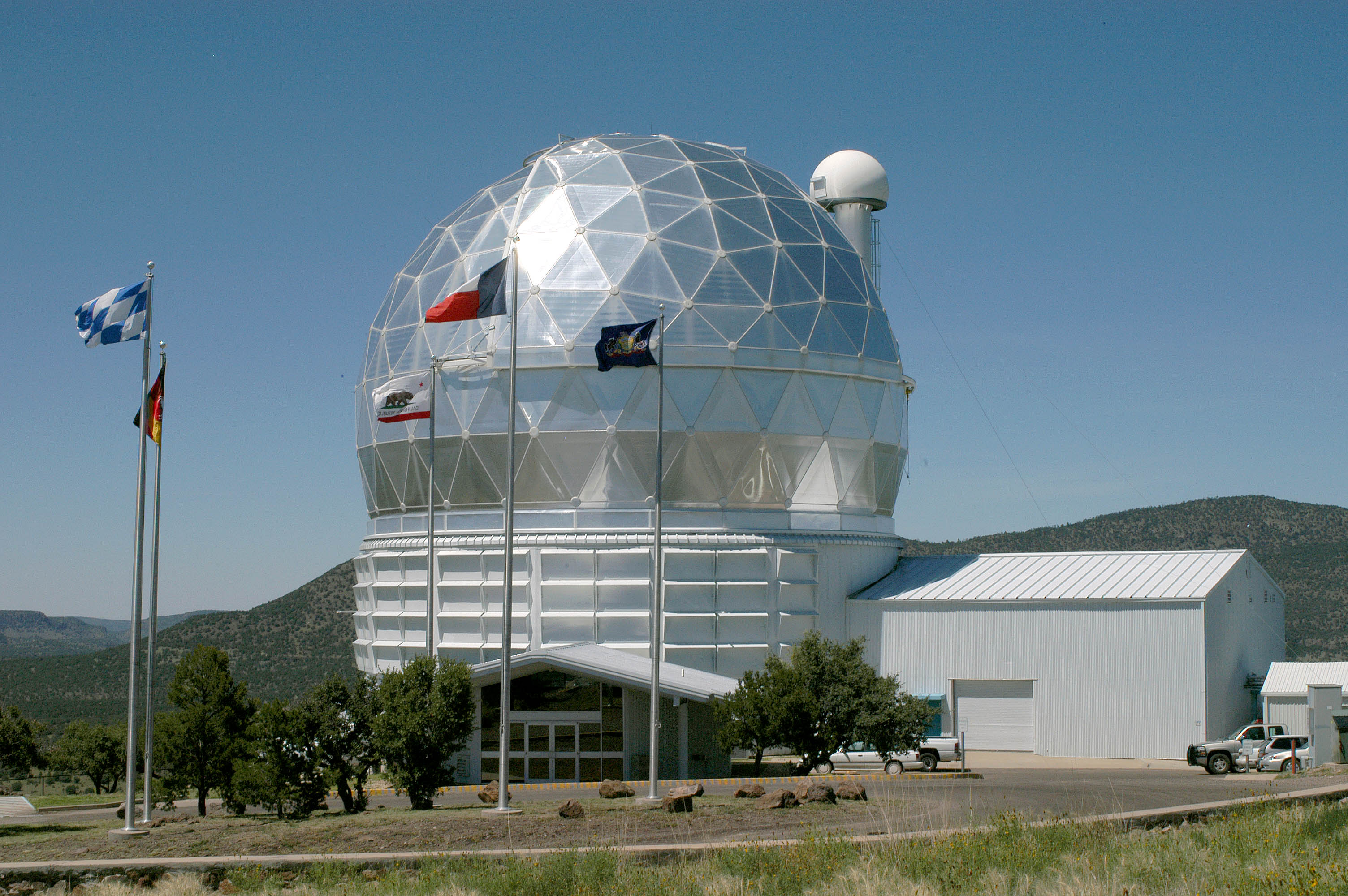
Cúpula del Telescopio Hobby-Eberly de 9,2 m de diámetro. Aloja uno de los mayores telescopios ópticos del mundo.

El Observatorio McDonald (en inglés: McDonald Observatory) es un observatorio astronómico ubicado cerca de la comunidad no incorporada de Fort Davis en el condado de Jeff Davis, Texas, al sur de Estados Unidos. La instalación está ubicada en el Monte Locke en las Montañas Davis del oeste de Texas, con instalaciones adicionales en el Monte Fowlkes, aproximadamente 1,3 kilómetros (0,81 millas) al noreste. El sitio es propiedad de la Universidad de Texas en Austin, y es financiada principalmente a través de dos partes especiales en el presupuesto del Estado de Texas: la partida Observatorio McDonald y la partida CASA (Centro de Estudios Avanzados en Astronomía).

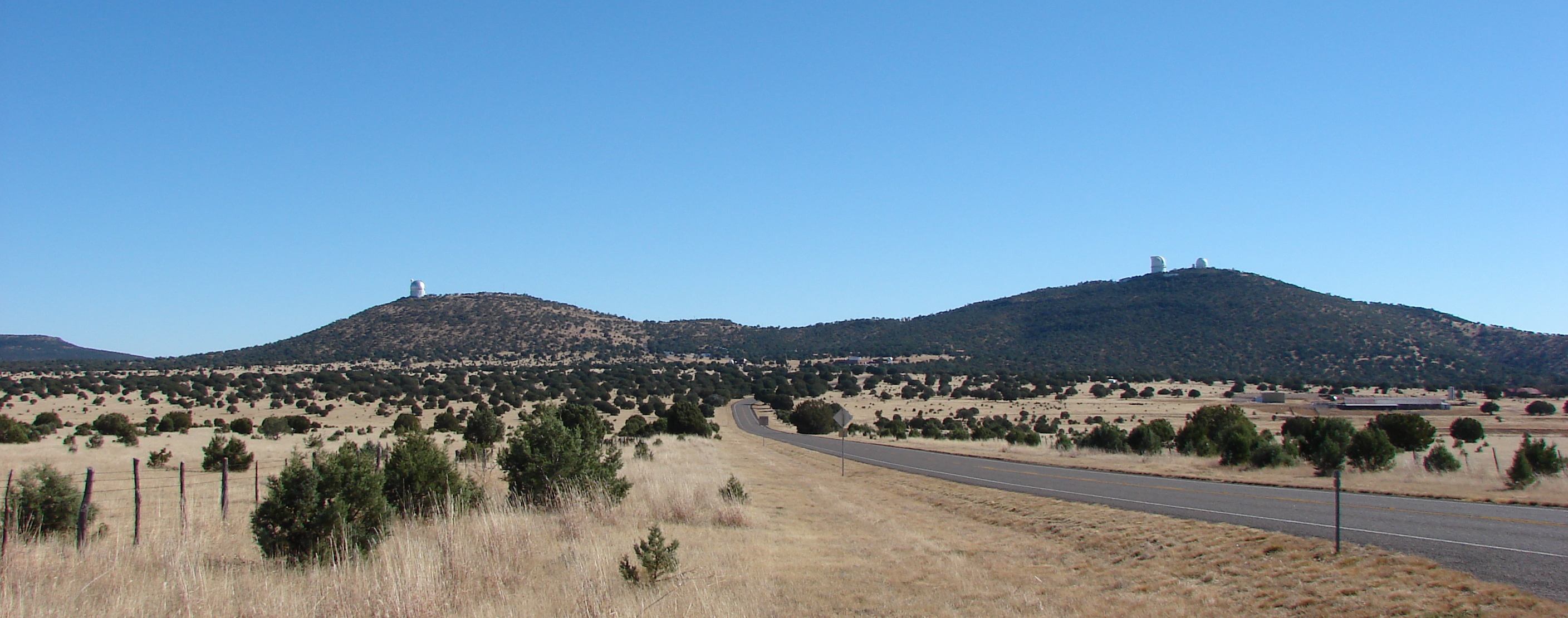
Panorámica del emplazamiento del Observatorio McDonald

El observatorio produce StarDate, un programa diario de radio sindicado que consiste en segmentos cortos relacionados con la astronomía que se emite a muchos afiliados Radio Pública Nacional. El observatorio también produce un programa similar, Universo, en español.